# Millettia rhodantha
Millettia rhodantha är en ärtväxtart som beskrevs av Henri Ernest Baillon. Millettia rhodantha ingår i släktet Millettia och familjen ärtväxter. Inga underarter finns listade i Catalogue of Life.